# Hekla (Schiff, 1891)
Die Hekla war ein Geschützter Kreuzer und Typschiff der gleichnamigen Klasse der dänischen Marine. Das 1891 in Dienst gestellte Schiff, war die einzige Einheit der Klasse mit zwei 15-cm-Einzelgeschützen als Hauptbewaffnung. Bis 1900 wurde die Hekla meist nur in den Heimatgewässern eingesetzt. 1902, 1905 und zeitweise 1907 war sie Stationsschiff in Island. 1906 bis 1910 diente der Kreuzer auch als Schulschiff.

Ab 1914 war der inzwischen veraltete Kreuzer ein Depotschiff für die dänischen Unterseeboote. Ab 1915 diente die Hekla mit ausgebauter Maschine nur noch als Wohnschiff. Erst im Februar 1955 wurde das Schiff in Dänemark zum Abbruch verkauft.

## Baugeschichte
Die Hekla war eine erheblich kleinere Ausführung der zuvor auch bei der dänischen Staatswerft gebauten Valkyrien. Sie war als Aufklärungsschiff und nicht als Kampfschiff vorgesehen. Die amtliche Bezeichnung lautete anfangs trotz fehlender Beseglung „orlogsskonnerter“ (Kriegsschoner). Dann wurden sie und die folgenden sehr ähnliche Schiffe als Kreuzer III. Klasse (ab 1912 nur Kreuzer) bezeichnet, obwohl sie eher schnelle Kanonenboote waren. Die Hekla erhielt zwei 15-cm-L/35-C.88-Krupp-Kanonen mit Schutzschilden auf dem Vor- und Achterdeck des bei der Valkyrien seitlich aufgestellten Typs. Diese Waffe war sehr schwer und schoss recht langsam (ein Schuss pro Minute). Ihr Gewicht behinderte die sonst gute Seefähigkeit des Schiffs. Während der Island-Einsätze wurde die Bugwaffe daher demontiert, um das Schiff in der oft schweren See um Island einsatzfähiger zu machen. Die leichte Artillerie wurde von der französischen Firma Hotchkiss geliefert, deren Waffen bei allen Marinen der Welt (teilweise in Lizenz hergestellt) eingesetzt wurden. Mit einem Bug- und einem Heckrohr sowie zwei Torpedorohren seitlich an Deck verfügte das Schiff über eine starke Torpedobewaffnung. Die Panzerung der Hekla bestand aus einem Panzerdeck von 43 mm normalem Stahl. Die Maschinen wurden von der dänischen Firma Burmeister & Wain geliefert.

## Einsatzgeschichte
Die Hekla kam am 29. Mai 1891 erstmals in Dienst und übte mit dem Manövergeschwader, um am 29. September 1891 wieder deaktiviert zu werden. In ihrer zweiten Dienstphase vom 18. Juni bis zum 4. August 1892 wurde sie als Kadettenschulschiff eingesetzt. Die dritte Dienstperiode vom 6. August bis zum 25. September 1894 verlief ohne Besonderheiten.
1895 war der Kreuzer erneut im Dienst und nahm mit dem Schwesterschiff Gejser und den Torpedobooten Støren, Søløven, Narhvalen und Havhesten als Vertreter Dänemarks an der Eröffnung des Nord-Ostsee-Kanals teil. In den Jahren 1897 und 1900 folgten zwei weitere Dienstperioden ohne Besonderheiten in der Heimat.
1902 wurde die Hekla erstmals als Stationsschiff in Island eingesetzt, ein Einsatz, der sich von März bis Dezember 1905 wiederholte. 1906 begann die aktive Zeit im Juni mit einer Reise des dänischen Königs nach Drontheim zur Krönung seines Sohnes Carl als Haakon VII. von Norwegen. Die Hekla begleitete zusammen mit dem Panzerschiff Herluf Trolle die Königsyacht Dannebrog. Von 1906 bis 1910 war sie dann regelmäßig vom Frühjahr bis Ende September als Schulschiff aktiv. 1907 und die ersten beiden Monate der Dienstzeit 1909 war dies mit der Aufgabe des Stationsschiffes in Island und Fischereischutzaufgaben verbunden. Bei einem Übungsschießen am 28. August 1908 kam es zu einem Schießunfall östlich von Endelave nahe Aarhus. Bei einer Explosion an der vorderen 15-cm-Kanone wurden zwei Mann getötet und fünf schwer verletzt. Nach der Dienstzeit 1910 wurde der Kreuzer der Reserve zugeordnet.
Am 7. Januar 1914 wurde die geringfügig umbewaffnete Hekla Wohn- und Depotschiff der Unterseebootsdivision. 1915 wurde die Maschine ausgebaut und das Schiff zum Wohnschiff. 1917 bis 1922 diente es als Kommandoschiff für die U-Boote und die Flugbootdivision, ab 1922 bis zum 29. August 1943 nur für die U-Boote. Das dann von den Deutschen beschlagnahmte Schiff diente bis zum Kriegsende als Unterkunft der in Bramsnæsvig am Isefjord stationierten Minensucher. Am 30. Mai 1945 wurde die Hekla wieder nach Holmen geschleppt und ab November 1945 bis 1954 als Büro und Lager der Küstenverteidigungskräfte genutzt.
Am 2. Februar 1955 wurde die Hekla zum Abwracken verkauft und danach verschrottet.